# Carl Zeller
Œuvres principales
- Der Vogelhändler (1891)
- Der Obersteiger (1894)

Carl Adam Johann Nepomuk Zeller est un compositeur et juriste autrichien, né le 19 juin 1842 à Sankt Peter in der Au en Autriche  et mort le 17 août 1898 à Baden en Autriche. Il est l'auteur de l'opérette Der Vogelhändler (Le Marchand d'oiseaux).

## Biographie
Carl Zeller est né à Sankt Peter in der Au, seul enfant du médecin Johann Zeller et de Maria Anna Elizabeth. Son père meurt quand il a sept mois. Sa mère se remarie avec Ernest Friedinger. En 1875, Carl Zeller épouse Anna Maria Schwetz.
Enfant, Zeller se fait remarquer par sa belle voix de soprano, ce qui lui vaut d'être admis dans les Petits Chanteurs de Vienne. Il étudie ensuite la composition musicale à l'Université de Vienne. Il travaille comme fonctionnaire au ministère impérial de l'éducation. Zeller est resté fonctionnaire et obtient  diverses promotions, jusqu'à celle de Ministerialrat (haut fonctionnaire ministériel). Il continue à étudier la musique auprès, notamment de Simon Sechter, le professeur d'Anton Bruckner.
En 1868, une de ses compositions est exécutée en public : « Szenen vom kölnischen Narrenfest » (« Scènes de la fête des fous de Cologne »), mais sa première œuvre lyrique est un opéra-comique, Joconde, sur un sujet écossais, créé avec succès au Theater an der Wien. Suivent deux opérettes, Die Carbonari (1880) et Der Vagabund (1886) dont l'action compliquée se passe en Géorgie
Bien que les deux ouvrages montrent les capacités de Zeller dans le domaine du phrasé musical, de l'invention mélodique et de l'orchestration, il faut attendre Der Vogelhändler pour que le musicien devienne célèbre. Mais cette fois, la célébrité sera mondiale et l'œuvre lui vaudra toute une série de décorations officielles à l'étranger. Mais à Vienne même, les chefs de Zeller au ministère trouvent qu'il est inconvenant pour un fonctionnaire d'écrire de la musique d'opérette. Cet ouvrage est créé en langue française à Bruxelles sous le titre Le marchand d’oiseaux (traduction exacte) et joué assez rarement en France (L’Oiseleur).
Il écrit dans la même veine et avec les mêmes librettistes, Moritz West et Ludwig Held, Der Obersteiger (Le maître porion, 1894) et Der Kellermeister (Le Caviste).
Arrivé à la cinquantaine, Zeller est atteint d'une maladie du cerveau. Des problèmes juridiques, y compris une condamnation pour parjure, mettent fin à sa carrière au ministère et le conduit à la prison au milieu des années 1890 (bien que sa peine de prison ait ensuite été abrogée). En 1895, il se blesse en tombant sur la glace. Il passe alors ses dernières années physiquement et mentalement malade. Complètement paralysé, il meurt d'une pneumonie à Baden bei Wien à l'âge de 56 ans.

## Œuvres

### Lieder et chœurs
- Marienlied (1855)
- Ave Maria (1855)
- Lied zu Ehren des Hl. Jakob (1858)
- Chansons pour voix et piano (Einstimmige Lieder mit Klavierbegleitung)
- Chansons folkloriques (Volkstümliche Lieder)
- Chœurs d'hommes (Männerchöre)

### Œuvres dramatiques
- Szenen vom kölnischen Narrenfest (Liederspiel), première représentation le 28 novembre 1868 à la Sophiensaal de Vienne
- Die Thomasnacht (Liederspiel), première représentation le 27 novembre 1869 au Sophiensaal à Vienne
- Joconde (opéra-comique), première représentation le 18 mars 1876 au Theater an der Wien
- Die Fornarina (opéra-comique), première représentation le 18 octobre 1879 au Gärtnerplatztheater de Munich
- Die Carbonari (opérette), première représentation le 27 novembre 1880 au Carltheater de Vienne
- Der Vagabund (opérette), première représentation le 30 octobre 1886 au Carltheater de Vienne
- Der Vogelhändler (opérette), première représentation le 10 janvier 1891 au Theater an der Wien
- Der Obersteiger (opérette), première représentation le 5 janvier 1894 au Theater an der Wien
- Der Kellermeister (opérette posthume), première représentation le 21 décembre 1901 au Raimundtheater de Vienne
- Die Rosl vom Wörthersee (opérette posthume), 1952

### Lieder connus des opérettes de Carl Zeller
- « Grüß euch Gott, alle miteinander » (Der Vogelhändler)
- « Fröhlich Pfalz, Rhein-Walzer » (Der Vogelhändler)
- « Ich bin die Christl von der Post » (Der Vogelhändler)
- « Schenkt man sich Rosen in Tirol » (Der Vogelhändler)
- « Ich bin der Prodekan » (Der Vogelhändler)
- « Wie mein Ahnl zwanzig Jahr » (Der Vogelhändler)
- « Als geblüht der Kirschenbaum » (Der Vogelhändler)
- « Der Bürokrat tut seine Pflicht » (Der Obersteiger)
- « Sei nicht bös’ » (Der Obersteiger)
- « Ich bin geboren in dem Jahr », Kometen-Walzer (Der Kellermeister)
- « Lass dir Zeit » (Der Kellermeister)
- « Als Noah aus dem Kasten kam » (Der Kellermeister)

## Postérité
En 2021, sa valse Grubenlichter est interprétée au concert du nouvel an à Vienne, sous la direction de Ricardo Mutti. C'est la seule fois où une œuvre de Carl Zeller est entendue lors de ce traditionnel concert.